# Inga pallida
Inga pallida är en ärtväxtart som beskrevs av Henry Hurd Rusby. Inga pallida ingår i släktet Inga och familjen ärtväxter. IUCN kategoriserar arten globalt som sårbar. Inga underarter finns listade i Catalogue of Life.